# Kimmy Robertson
Kimberly Ann "Kimmy" Robertson (nacida el 27 de noviembre de 1954) es una actriz estadounidense  famosa por interpretar a Lucy Moran en la serie de televisión Twin Peaks del director David Lynch.

## Carrera
Originalmente bailarina, consiguió éxito como actriz. Su voz aguda también le sirvió para trabajar en series animadas como Batman: The Animated Series, The Critic, The Tick y The Simpsons. Desde 1993 hasta 1995, Robertston dio voz a Penny en segmentos de 2 Stupid Dogs' Secret Squirrel.
Robertson interpretó un corto segmento hablado en el álbum de Roger McGuinn  de 1990 Back from Rio.
En 2011, empezó a interpretar a Penny Wise en la serie de radio Adventures in Odyssey. 

## Vida personal
Robertson nació en Hollywood, California, de una madre profesora de educación especial y de un padre farmacéutico y piloto aeróbico. Estuvo casada con John Christian Walker desde el 18 de enero de 2003 hasta el 27 de septiembre de 2004. 

## Películas y créditos televisivos seleccionados
- The Last American Virgin (1982) - Rose
- Bad Manners (aka: Growing Pains) (1984)
- Married... with Children (episodio "He Ain't Much, But He's Mine") (1989) - Molly
- Honey, I Shrunk the Kids (1989) - Gloria
- Don't Tell Mom the Babysitter's Dead (1991) - Cathy
- Twin Peaks (1990–1991) - Lucy Moran
- La bella y la bestia (1991) - Plumero
- Los Simpson (episodio "Bart's Friend Falls in Love") (1992) - Samantha Stanky
- Twin Peaks: Fire Walk with Me (1992) – como Lucy Moran en escena eliminada[2][3]
- Batman: la serie animada episodio "Mad as a Hatter" (1992) - Alice
- La sirenita (serie animada) (1992–1994) - Alana
- Dos perros tontos - Agente Penny
- ER (episodio "Full Moon, Saturday Night") (1995) - Arlena
- Ellen (episodios "When the Vow Breaks: Part 1 and 2") (1996) - Brandy
- Pepper Ann (1997) - Gwen Mezzrow
- Psych (temporada 8) (2014) - Cameo como transportista de la policía
- Speed 2: Cruise Control (1997) - Liza (Cruise Control)
- El mundo mágico de Bella (1998) - Fifi el plumero
- Batman del futuro episodio "Disappearing Inque" (1999) - Margo
- Stuart Little (1999) - Cameo
- Becker (episodio "Afterglow") (2003) - Doris
- Drake & Josh (episodio "Two Idiots and a Baby") (2004) - Sra. Galloway
- American Dad! (2006) - Voces adicionales
- Marry Me (episodio "Pilot") (2014) - Anfitriona